# Construcciones Aeronáuticas SA
Construcciones Aeronáuticas SA (CASA) je španski proizvajalec letal, ki ga je ustanovil José Ortiz-Echagüe leta 1923. CASA je bila ena od članic Airbus konzorcija. Leta 1999 je CASA postala podružnica EADSa in se preimenovala v EADS CASA. Kasneje, leta 2009 je podružnica postala del konzorcija Airbus Military. Podjetje je znano po transportnih letalih CASA C-212, CASA C-295 in trenažerju CASA C-101 Aviojet. Poleg tega izdeluje komponente za potniška letala Airbus, v manjšem obsegu pa tudi za potniške Boeinge.

## Letala
- CASA III 1929 dvosedežno športno letalo
- CASA 1.131 Jungmann licenčna verzija Bückerja Bü 131
- CASA 1.133 Jungmeister licenčna verzija Bückerja Bü 133
- CASA 2.111 licenčna verzija Heinkela 111
- CASA 352 licenčna verzija  Junkersa Ju 52
- CASA C-101  Aviojet
- CASA C-102
- CASA C-112 dvosedežno šolsko letalo
- CASA C.127 licenčna verzija Dornier Do 27
- CASA C-201 Alcotán
- CASA C-202 Halcón
- CASA C-207 Azor
- CASA C-212 Aviocar
- CASA C-223 Flamingo licenčna verzija MBB 223 Flamingo
- CASA/IPTN CN-235 potniško in transportno letalo
- EADS CASA C-295 potniško in transportno letalo
- CASA SF-5A; licenčna verzija Northrop-a F-5A
- CASA SF-5B; licenčna verzija Northrop-a F-5B
- CASA SRF-5A; licenčna verzija Northrop-a RF-5A

### Drugo
- Airbus; CASA izdeluje komponente za potniška letala Airbus
- Airbus Military; komponentne za  Airbus A400M
- Boeing; komponente za potniška letala Boeing
- Eurofighter GmbH; komponente za lovca Eurofighter Typhoon